# 共产党 (土耳其)
共产党（土耳其语：Komünist Parti）是土耳其的一个已不存在的共产主义政党。2014年7月17日，土耳其共产党分裂为共产党和土耳其人民共产党。2017年1月22日，上述两党决定结束分裂，重新共同以土耳其共产党的名义活动。
该党的意识形态是共产主义、马克思列宁主义。该党的政治立场是极左翼。该党的青年翼是共产主义青年。该党曾参与共产党和工人党国际会议和共产党和工人党倡议。该党还参加了土耳其国内的左翼政党联盟联合六月运动。